# Paul G. Kirk

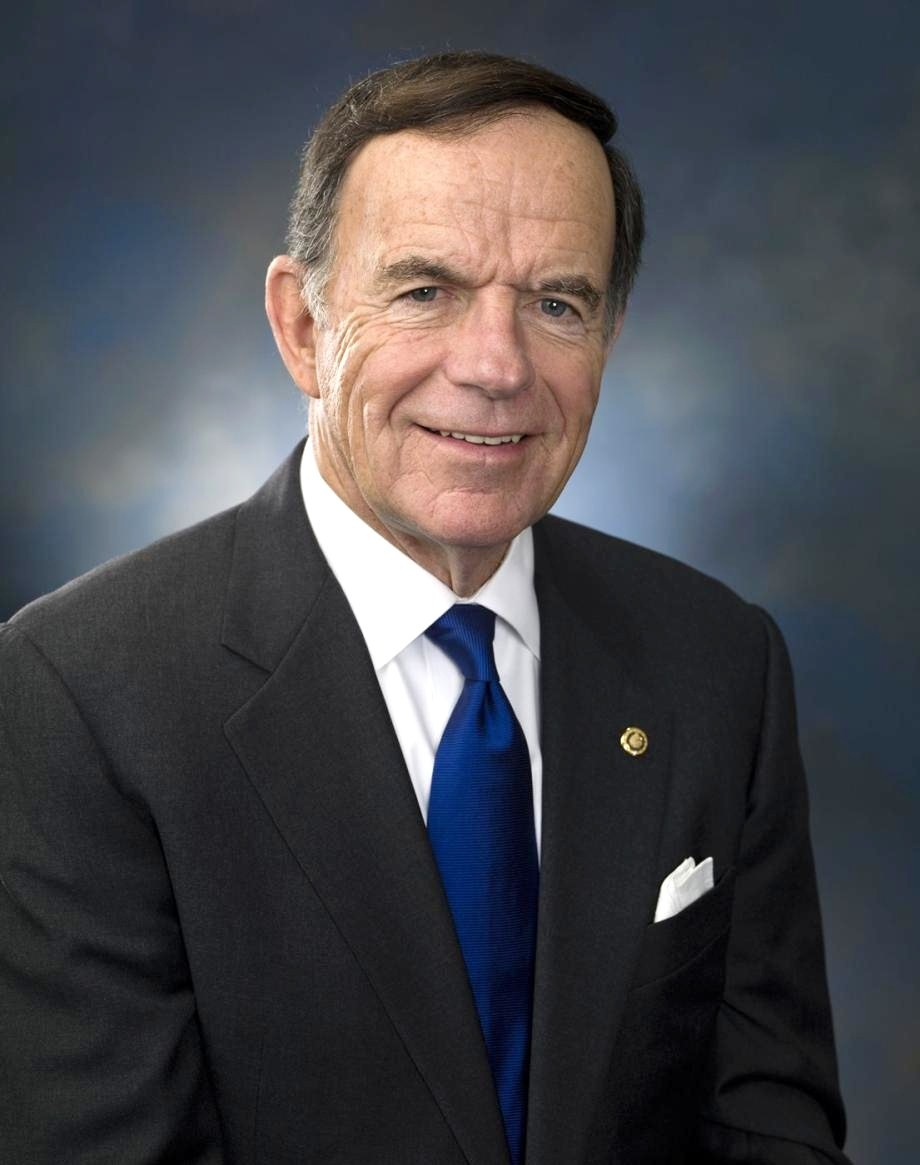
Paul G. Kirk

Paul Grattan Kirk Jr. (* 18. Januar 1938 in Newton, Massachusetts) ist ein US-amerikanischer Politiker der Demokratischen Partei. Von September 2009 bis Februar 2010 vertrat er den Bundesstaat Massachusetts als ernannter Nachfolger des verstorbenen Edward Kennedy im US-Senat. Zur offiziellen Nachwahl um den Senatssitz trat er nicht an. Von 1985 bis 1989 führte Kirk den Vorsitz im Democratic National Committee, der Parteiorganisation der Demokraten.

## Privater und beruflicher Werdegang
Paul Kirk ist eines von fünf Kindern von Paul Grattan Kirk Sr., einem beigeordneten Richter am Obersten Gerichtshof von Massachusetts. Er besuchte zunächst die Roxbury Latin School, eine Lateinschule in Roxbury, und machte in der Folge seine Abschlüsse an der Saint Sebastian's School, einer weiterführenden Schule in Needham, sowie dem Harvard College und der Law School in Harvard. 1965 wurde er in die Anwaltskammer von Massachusetts aufgenommen. Im Jahr 1974 heiratete er Gail Loudermilk, mit der er heute in Marstons Mills lebt. Sein Großonkel William Henry O’Connell war Erzbischof von Boston.
Mit der Politik kam Kirk erstmals 1969 in Berührung, als er Assistent im Stab von US-Senator Edward Kennedy wurde. Dies blieb er bis 1977; in diesem Jahr trat er als Partner in die Anwaltskanzlei Sullivan & Worcester LLP in Boston ein. In der Folge gehörte er den Vorstandsgremien mehrerer Unternehmen an; so war er unter anderem von 1989 bis 1997 Mitglied im Board of Directors der ITT Corporation; später übernahm er die gleiche Funktion bei der Hartford Financial Services Group und übt diese noch immer aus. Zudem ist er Vorsitzender und CEO von Kirk & Associates, seiner eigenen Beraterfirma mit Sitz in Boston. Überdies war und ist er Kurator von zahlreichen Schulen und anderen Einrichtungen.

## Politische Laufbahn
1983 wurde Kirk Schatzmeister der Demokratischen Partei, ehe er zwei Jahre später als Nachfolger von Charles Taylor Manatt den Vorsitz der Parteiorganisation übernahm. Dies gelang ihm gegen den Widerstand von Virginias Gouverneur Chuck Robb und anderer Südstaaten-Demokraten. Aus dieser Opposition heraus bildete sich später das Democratic Leadership Council, eine Faktion innerhalb der Demokratischen Partei. Kirk stand dem DNC bis 1989 vor; während dieser Zeit gelang es den Demokraten bei den Wahlen des Jahres 1986, die Mehrheit im US-Senat zurückzugewinnen, die sie 1980 an die Republikaner verloren hatten. Er trat nach der Niederlage von Massachusetts’ Gouverneur Michael Dukakis gegen George Bush bei der Präsidentschaftswahl 1988 zurück und übergab sein Amt an Ron Brown.
Von 1992 bis 2001 führte Kirk den Vorsitz des National Democratic Institute for International Affairs, einer den Demokraten nahestehenden Non-Profit-Organisation zur Förderung der demokratischen Kultur in Entwicklungsländern. Außerdem ist er stellvertretender Vorsitzender der Commission on Presidential Debates, die als überparteiliche Einrichtung den Ablauf von Fernsehduellen der Präsidentschaftskandidaten vor den jeweiligen Wahlen kontrolliert, sowie Vorsitzender des Board of Directors bei der John F. Kennedy Library Foundation. Bei der Democratic National Convention im Jahr 2008 fungierte Kirk als Superdelegierter und stimmte für Barack Obama.

## US-Senator
Nach dem Tod von Senator Kennedy am 25. August 2009 war die Frage seiner Nachfolge zunächst offen. Das Gesetz von Massachusetts sah keine Ernennung eines Interimssenators durch den Gouverneur, sondern die direkte Nachwahl nach einer Frist von mehreren Monaten vor. Die Demokratische Partei bemühte sich um eine Änderung dieser Regelung, um mit einem ernannten Nachfolger wieder auf die Filibuster-sichere-Mehrheit von 60 Sitzen im Senat zu kommen; das Staatsparlament von Massachusetts verabschiedete die entsprechende Gesetzesänderung. Daraufhin berief Gouverneur Deval Patrick am 24. September Paul Kirk zum Senator, wobei er auch Rücksprache mit der Kennedy-Familie gehalten hatte; Kirk selbst versicherte, dass er bei der Nachwahl am 19. Januar 2010 nicht antreten werde. Am Tag der Ernennung unternahm die Republikanische Partei von Massachusetts Anstrengungen, um den Amtsantritt von Kirk zu verhindern, doch ein Bezirksrichter verwarf den Einspruch, woraufhin der neue Senator am Nachmittag des 25. September seinen Amtseid ablegen konnte. Im Senat war er Mitglied des Streitkräfteausschusses und des Heimatschutzausschusses.
Demokratische Bewerberin für Kirks Nachfolge war Martha Coakley, die aber gegen den Kandidaten der Republikaner, Scott Brown, ein Mitglied des Staatssenats, verlor. Brown löste Kirk am 4. Februar 2010 ab.